# 経海
経海（きょうかい、慶長11年5月3日（1606年6月8日） - 明暦2年7月28日（1656年9月16日））は、江戸時代前期の浄土真宗の僧。佛光寺（真宗佛光寺派）第18世。名は堯聡、号は龍光院。佛光寺17世存海の子。母は朽木氏、二条昭実の猶子。妻は吉川氏の娘。幼名亀寿麿。
元和4年（1618年）、常胤法親王を師として得度。父の死去により、同年、法嗣を継ぐ。同年、法眼に叙せられる。寛永9年（1632年）、大僧都。寛永13年（1636年）、権僧正。明暦2年（1656年）、僧正。同年没、享年51歳。在職39年だった。
在職中、承応元年（1652年）伽藍整備を完了した。承応3年（1654年）に法要を行なった。

## 人物
師の常胤法親王より織部流の茶の湯を学んだ。